# Trittstufe (Fahrzeug)

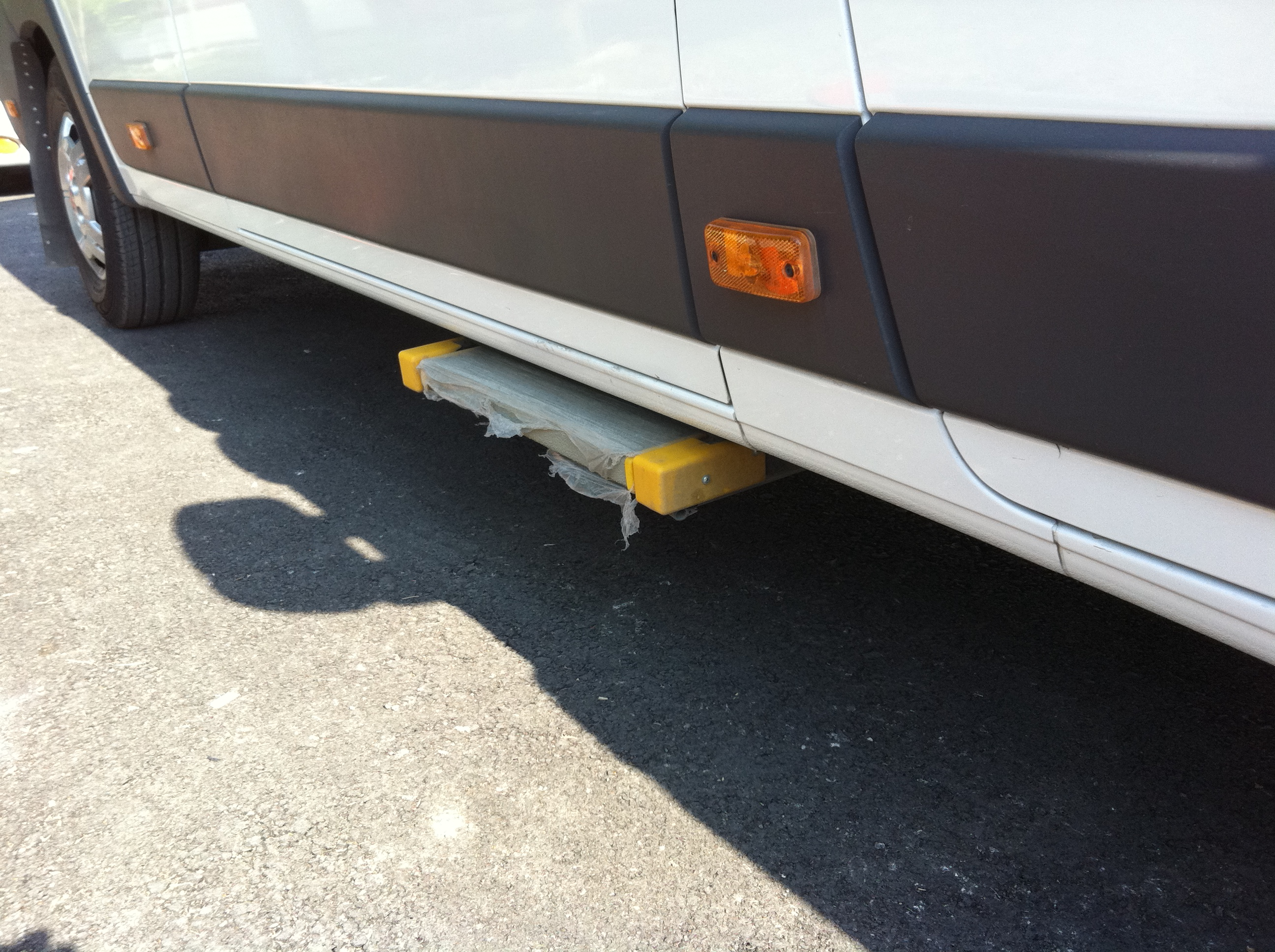
Ausfahrbare Trittstufe an einem Kleinbus

Ausklappbare Trittstufen an Fahrzeugen dienen zur Erleichterung des Einstiegs, insbesondere auch für Personen mit Einschränkungen der Mobilität.

## An Kraftfahrzeugen
Bei Kraftfahrzeuganpassung für körperbehinderte Menschen können zusätzliche Auftrittflächen nachgerüstet werden, um beispielsweise kleinwüchsigen Personen den Zugang zu ermöglichen. Die meist schmalen Trittflächen bestehen aus Stahl- oder Aluminiumblechen mit ausgeprägter rutschsicherer Profilierung.
In der Regel kommen Trittstufen bei den etwas höher gelegenen Einstiegen von Bussen und Minivans zum Einsatz, der Einbau bei kleineren Fahrzeugen ist jedoch ebenfalls möglich. Für Fälle, in denen eine einfache Trittstufe nicht ausreichend ist, gibt es auch doppelte Trittstufen.
Die nachträglich angebrachten Trittstufen können von Hand ausgeklappt oder mit einem elektrischen Antrieb unter den Fahrzeugboden ein- und ausgefahren werden.

## Normen und Richtlinien
- Richtlinie 2001/85/EG über „Besondere Vorschriften für Fahrzeuge zur Personenbeförderung mit mehr als acht Sitzplätzen“, Abschnitte 7.6.10 – Einklappbare Stufen und 7.7.7 – Stufen[1]
- DIN 75078-1 (2010-04) „Kraftfahrzeuge zur Beförderung von Personen mit eingeschränkter Mobilität“ empfiehlt unter Abschnitt 5.5. Einstiegshilfen, 5.5.2. Trittstufe: „Die Trittstufe zum Fahrgastraum muss im unbelasteten Zustand eines Fahrzeugs 200 mm betragen.“ Als Toleranzmaß werden +50 mm und −20 mm nach oben bzw. unten angegeben.
- DIN 27203-8 (2004-10) definiert in Teil 8 „Bewegliche Trittstufen“ Anforderungen an Trittstufen in Eisenbahnfahrzeugen.
- DIN 83227 (2002-08) definiert Trittstufen für Treppen auf Seeschiffen.

## Trittstufen im Hilfsmittelportal von Rehadat
Das Hilfsmittelportal von Rehadat führt Einzelprodukte von Trittstufen unter der DIN EN ISO 9999-Klassifikationsnummer 12.12.27 – Karosserieanpassungen auf.